# Walter Lierau
Walter Lierau, auch Walter von Lierau (* 13. August 1875 in Heinen, Westpreußen, als Walter Emil Hubert Heinrich Lierau; † 13. Juni 1945 in Dresden als „Gisbert Hubert Walter Lierau“), war ein deutscher Offizier, Mitglied der SS und Diplomat. Er war in der Zeit des Nationalsozialismus als Generalkonsul in der Tschechoslowakei und in Südwestafrika eingesetzt.

## Leben und Wirken
Er war der Sohn des Gutsbesitzers Heinrich Ferdinand Lierau und erhielt eine Haustaufe. Nach dem Schulabschluss 1895 am Gymnasium in Danzig trat er in das kaiserliche Heer ein. Während des Ersten Weltkrieges kam er erst im Bereich der Westfront und anschließend im Osmanischen Reich, beim Stab von General Liman von Sanders, zum Einsatz. Nach der deutschen Niederlage und dem Zusammenbruch des Kaiserreiches führte er zwei Jahre lang ein nach ihm benanntes Freikorps mit vorwiegend militärischen Einsätzen im Raum Schlesien und Westpreußen zur Durchsetzung vermeintlicher deutscher Interessen in diesem Raum. Das Bestehen und Wirken dieser paramilitärischen Einheiten war verfassungswidrig. Deshalb erfolgte 1920 nach der Niederlage des Kapp-Putsches ihre Auflösung. Nahtlos wechselte er Anfang 1921 aus der Position eines Freikorpsführers in die Tätigkeit eines diplomatischen Kuriers im Auftrag des Auswärtigen Amtes. 1923 promovierte er in Berlin zum Dr. phil. Das Thema seiner Dissertation lautete Die neue Türkei. Wirtschaftliche Zustände und Aussichten. Die hier von ihm bearbeiteten Themen resultierten vorrangig aus den Erfahrungen, die er während des Ersten Weltkrieges in der militärischen Formation des deutschen Kaiserreiches auf dem Territorium des osmanischen Reiches sammelte. Im Auswärtiges Amt war er speziell für Fragen deutscher Volksgruppen im Ausland zuständig.
Er gehörte seit Februar 1932 der NSDAP an (Mitgliedsnummer 1.091.771) und wurde im Juli gleichen Jahres Mitglied der SS (SS-Nummer 50.498). Das diplomatisch-konsularische Examen legte er 1933 ab. Auf Grund der Protektion durch den Gauleiter der Auslandsorganisation der NSDAP, Ernst Wilhelm Bohle, wurde er für den Einsatz in den diplomatischen Dienst im Nachbarland Tschechoslowakei vorgesehen. Vier Tage vorher war er zum SS-Untersturmführer mit besonderer Verwendung (z.b.V.) befördert worden. Dieser Schritt war erfolgt, nachdem Lierau dem Reichsführer der SS, Heinrich Himmler, persönlich seinen in Aussicht gestellten Einsatz im Ausland mitgeteilt hatte. Seit 1. April 1935 war er als Konsul in Reichenberg in der Tschechoslowakei tätig. Neben der Erfüllung der konsularischen Aufgaben beförderte Lierau am Einsatzort vor allem den Ausbau der nachrichtendienstlichen Tätigkeit durch die Abteilung militärische Abwehr. Zahlreiche Hinweise in seinen Personalunterlagen führen zu dem Schluss, dass er ab 1936 ebenfalls für den Sicherheitsdienst des Reichsführers SS tätig wurde. In seinem Amt erreichte er die Umwandlung in ein Generalkonsulat und unterstützte die Angliederung des Sudetenlandes an das Deutsche Reich infolge des Münchener Abkommens im Oktober 1938. Für diese geheimdienstlichen Aktivitäten wurde er im Januar 1938 zum SS-Sturmbannführer und bereits acht Monate später zum SS-Obersturmbannführer befördert. Nach der Besetzung dieses nicht zu Deutschland gehörenden Territoriums wurde das Generalkonsulats in Reichenberg aufgelöst. Nach erneuter Fürsprache Heinrich Himmlers wurde Lierau am 20. März 1939 zum Generalkonsul in Südwestafrika ernannt.

## Publikationen
- Die neue Türkei. Wirtschaftliche Zustände und Aussichten. Dissertation. Mittler Verlag, Berlin 1923.

## Ehrungen
- 31. Januar 1939 Ehrenbürger der Stadt Reichenberg